# گاتا (شیرینی)
گاتا (ارمنی: գաթա gatʿa؛ که همچنین گاهی به صورت Gatah (ارمنی شرقی) یا Katah (ارمنی غربی) هم نوشته می شود ؛ نوعی نان شیرینی سنتی ارمنی است که در ایام عید تهیه می‌شود. این شیرینی به علت داشتن کره یا مارگارین بسیار ترد است و می‌توان آن را به مدت طولانی نگهداری کرد.

## نگارخانه

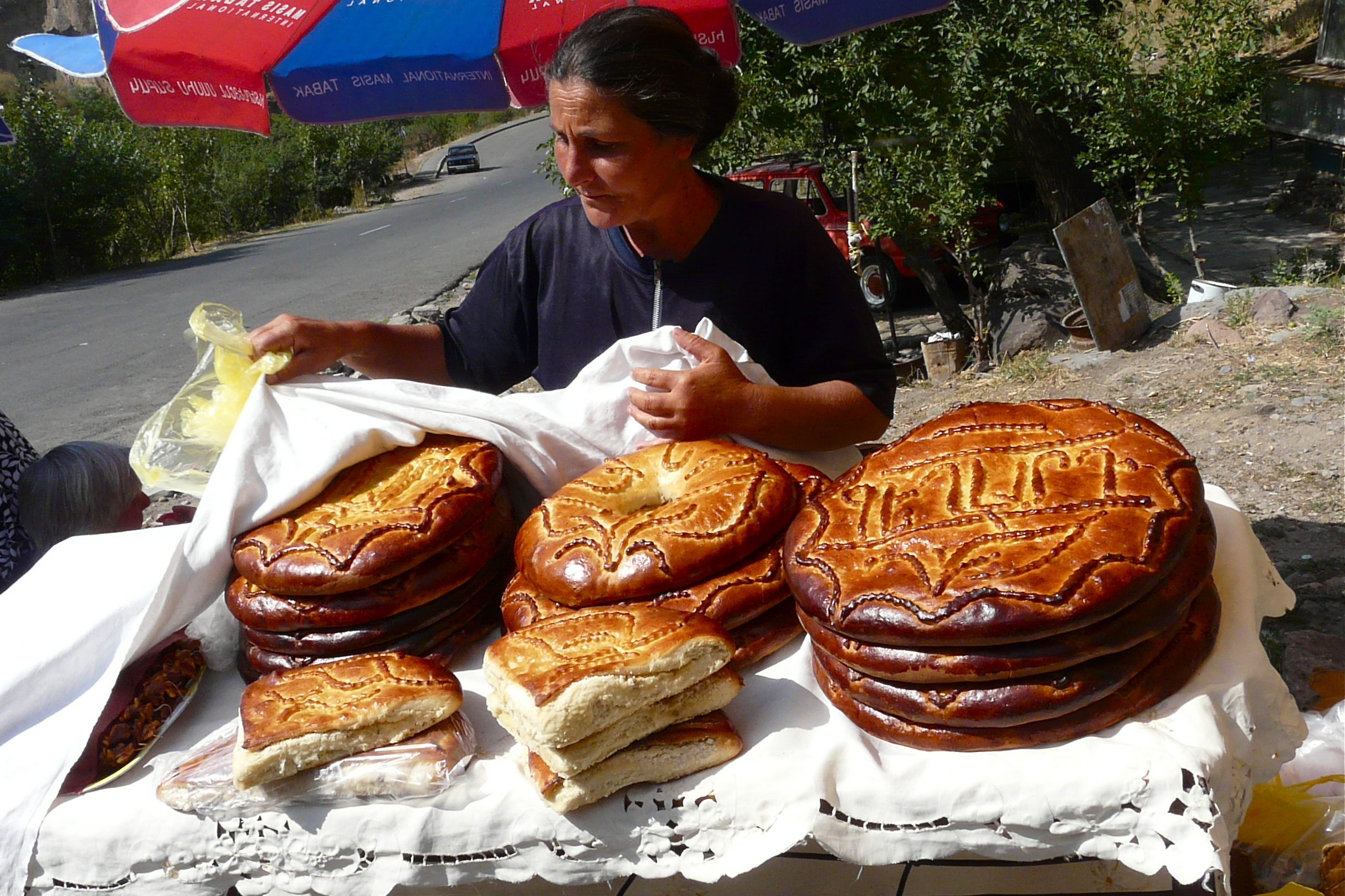